# Fortiche Production
Fortiche Production è uno studio di animazione francese con sede a Parigi fondata nel 2009 da Pascal Charrue, Arnaud Delord e Jérôme Combe. È noto soprattutto per le sue collaborazioni con Riot Games, avendo diretto la serie animata Arcane, nel 2021, e diverse clip promozionali per il videogioco MOBA League of Legends sin dal 2013.

## Storia

### Fondazione e primi progetti
Fondata il 6 giugno 2009, per dieci anni, il lavoro principale dello studio si è concentrato sull'animazione di clip e spot pubblicitari, contraddistinguendosi per la caratteristica animazione che mescola 2D e 3D in uno stile “adulto”, già presente nelle opere prodotte dal cofondatore Jérôme Combe nei primi anni 2000 con Stéphane Hamache e André Bessy.
Dopo aver diretto la clip "La Gaviota" per il gruppo francese Limousine nel 2012, Fortiche è stata contattata da Riot Games, una società di produzione di videogiochi statunitense, per la quale ha prodotto diverse clip per la promozione del suo celebre MOBA League of Legends.
Nel 2015 Fortiche ha co-prodotto un docu-fiction di 55 minuti per France 2, Le Dernier Gaulois, per il quale Jérôme Combe ha inoltre curato le sequenze animate. Due anni dopo, lo studio ha prodotto la miniserie Rocket & Groot per Marvel Entertainment e, nello stesso anno, ha presentato il film pilota Miss Saturne al Cartoon Movie Festival nel 2017.

### Arcane
Il contratto tra Fortiche e Riot Games prosegue nel 2015 con l'animazione di una serie derivata ambientata nell'universo di League of Legends, la cui produzione inizia nel 2016. Le Figaro, ha definito Arcane la "serie di animazione più costosa del mondo" con un budget stimato tra i 60 e gli 80 milioni di Euro. Per realizzare quella che è la sua prima serie, lo studio, originariamente una PMI, collabora con diverse centinaia di persone aprendo una filiale a Montpellier e una alle Canarie alla fine del 2020. In totale, 500 persone hanno lavorato almeno temporaneamente alla serie nei sei anni di produzione e, a fine 2021, Fortiche contava circa 300 dipendenti.
Quando è debuttata nel 2021, la serie Arcane è stata un enorme successo di pubblico e critica, portando l'animazione di Fortiche a venire particolarmente notata, portando Riot Games e Netflix ad annunciare una seconda stagione la cui uscita è prevista per dopo il 2022.
Il 14 marzo 2022, Riot Games ha annunciato un nuovo investimento azionario in Fortiche Production i cui termini consentono alla società videoludica di detenere una significativa partecipazione di minoranza in Fortiche, inoltre Brian Wright e Brendan Mulligan, rispettivamente direttore contenutistico e direttore dello sviluppo di Riot, sono entrati a far parte del consiglio di amministrazione della società.

## Produzioni

### Documentari
- Le Dernier Gaulois - 55 minuti, regia di Samuel Tilman (2015)

### Serie televisive di animazione
- Rocket & Groot (2017)
- Arcane (2021-2024)